# Nhà Schwarzenberg

Huy hiệu của Công tước zu Schwarzenberg

Schwarzenberg (tiếng Séc Schwarzenbergové (pl.), trước đó cũng được gọi là Švarcenberkové) là tên của một dòng dõi quý tộc vùng Franken và Bohemia.

## Lịch sử
Nhà Schwarzenberg xuất phát từ dòng họ Seinsheim, mà cư trú ở vùng Franken từ thời Trung cổ. Một nhánh của nhà Seinsheim được thành lập khi Erkinger von Seinsheim mua lãnh thổ ở Franken của Schwarzenberg cùng với lâu đài của Schwarzenberg in Scheinfeld lúc đầu thế kỷ 15. Sau đó ông ta được phong danh hiệu nam tước của Schwarzenberg vào năm 1429. Vào lúc đó, nhà Schwarzenberg cũng có một số đất đai ở vương quốc Bohemia. 1550 Wilhelm zu Schwarzenberg nhờ hôn thú mà thừa hưởng được Gimborn (bây giờ thuộc xã Marienheide) ở Bergisches Land. 1599 nhà Schwarzenberg với Adolf von Schwarzenberg trở thành Reichsgraf (bá tước) và 1670 với Johann Adolf von Schwarzenberg thành công tước. 

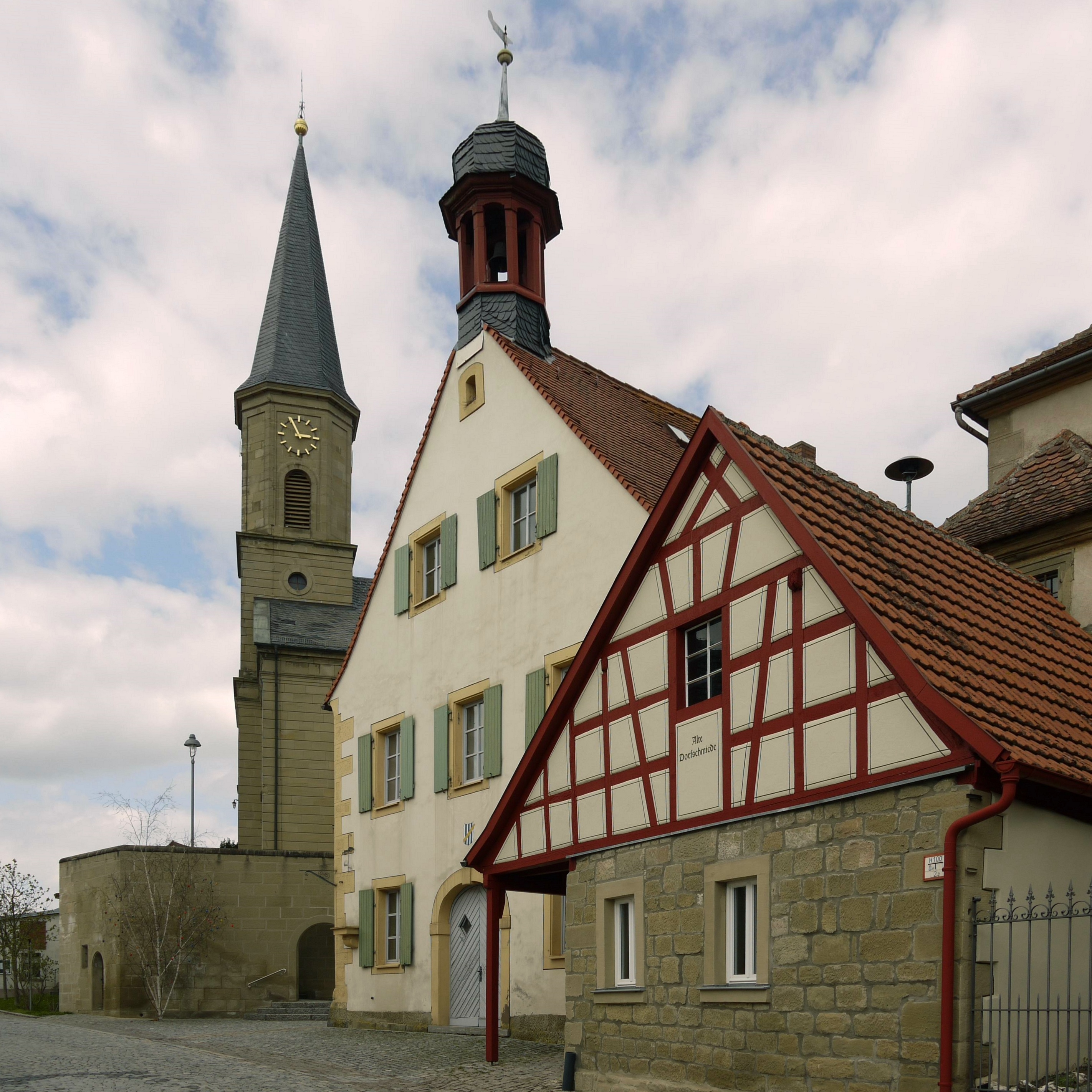
Seinsheim
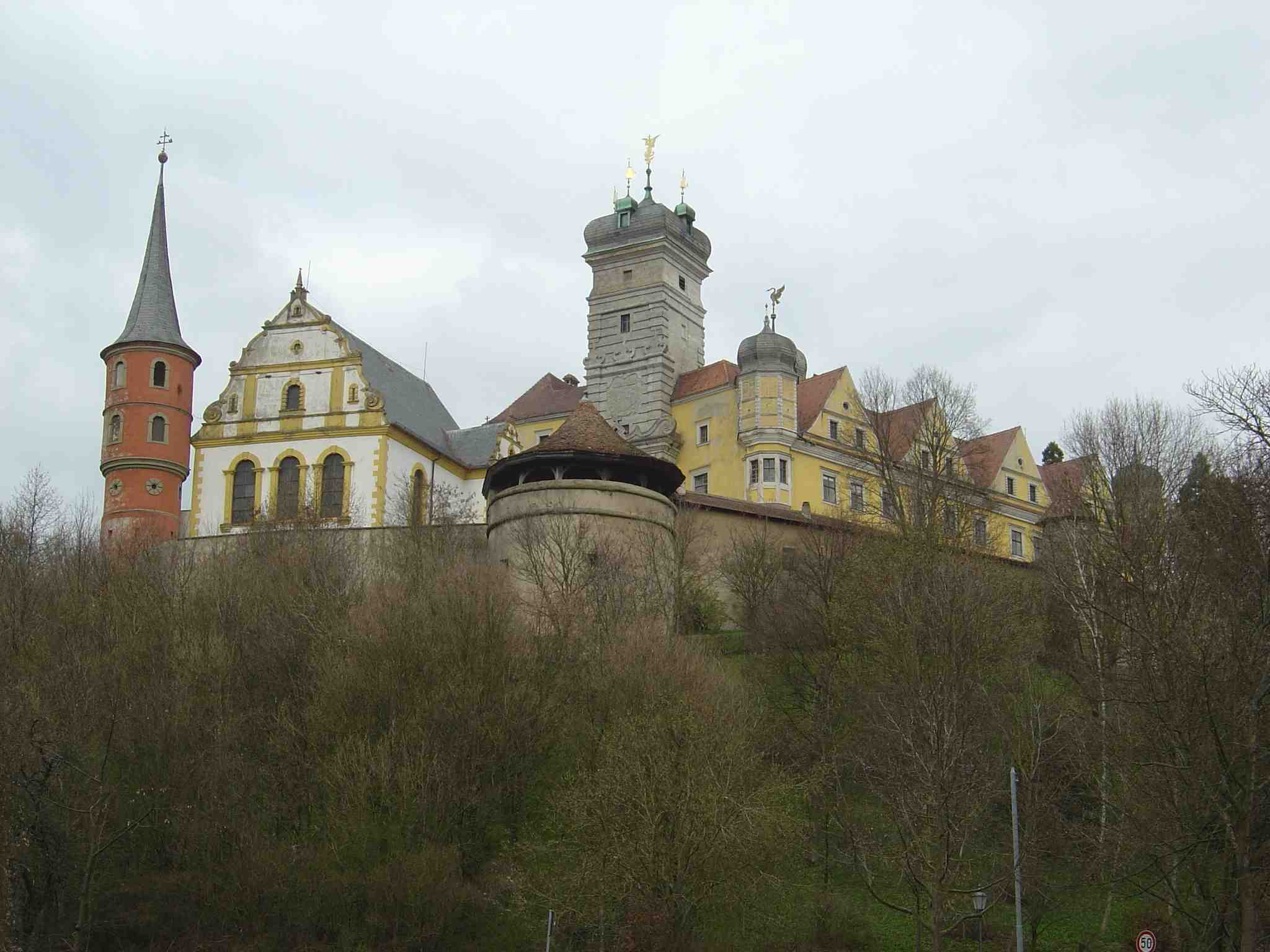
Lâu đài Schwarzenberg ở Scheinfeld, Franken
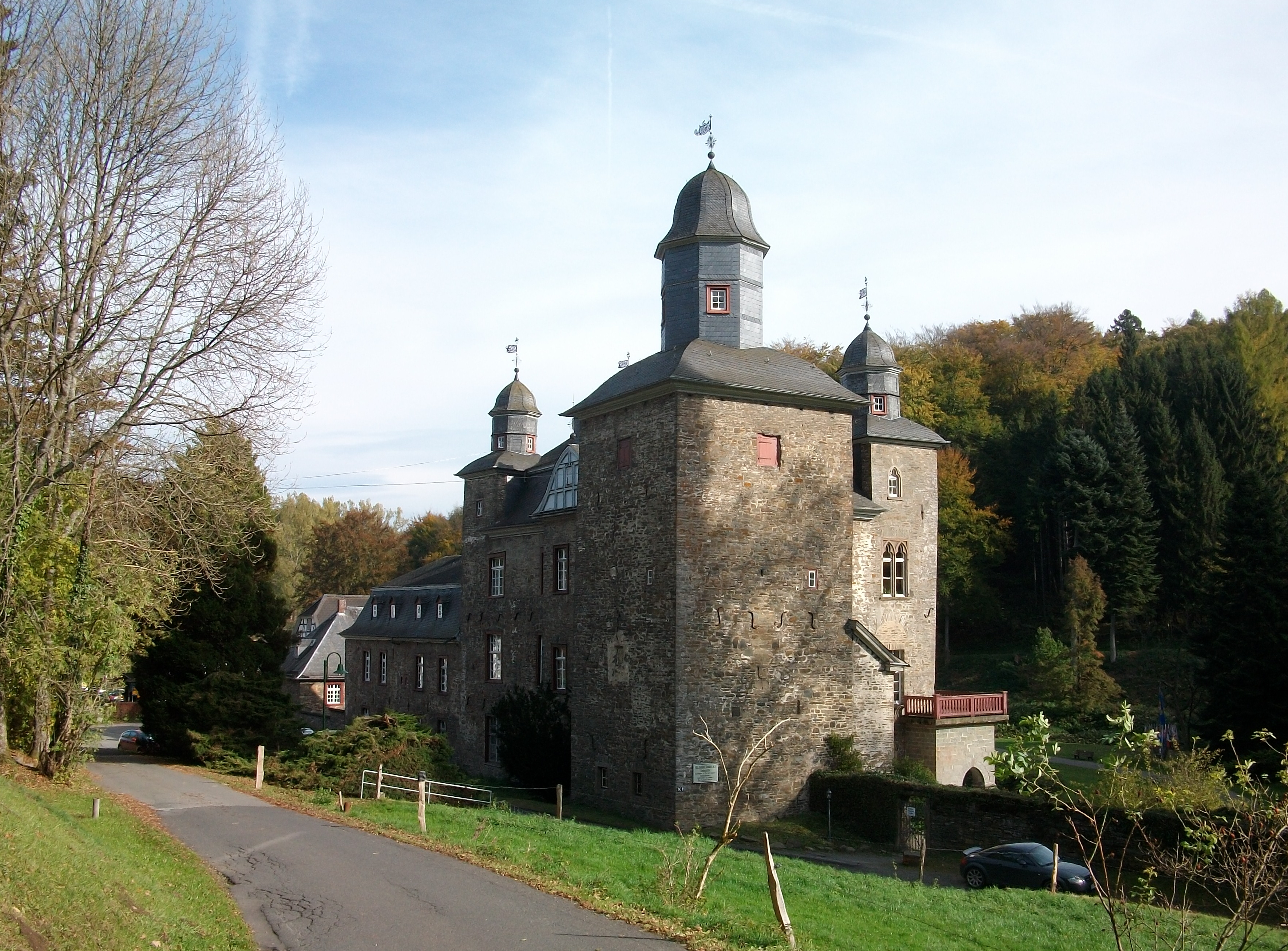
Lâu đài Gimborn, Bergisches Land

Vào thập niên 1670 họ chuyển tới định cư tại Bohemia, từ 1698 lâu đài Vimperk thuộc về họ. Sau khi bá tước von Sulz chết không con trai nối dõi, năm 1698 vùng đất Klettgau qua hôn thú của Maria Anna von Sulz với Ferdinand von Schwarzenberg về tay nhà Schwarzenberg. Nhà Schwarzenberg từ đó có tước bá tước von Sulz và bá tước von Klettgau. Trụ sở hành chính của nhà Schwarzenberg là lâu đài Tiengen.
Sau cái chết của Johann Christians von Eggenberg 1710, người không có con nối dõi, vợ góa ông, bà nữ bá tước Marie Ernestine zu Schwarzenberg được thừa hưởng vùng đất Krumau và Nettolitz. Bà mất vào năm 1719. Vào thời điểm đó nhà Eggenberg cũng không có người con trai nối dõi, cháu bà Adam Franz Karl zu Schwarzenberg được thừa hưởng gia tài. Trong thế kỷ 18 nhà Schwarzenberg mua được gia sản của bác tước Rosenberg (Rožmberk), trong đó có lâu đài Wittingau (Třeboň). Từ 1719 cho tới 1871 chỗ ở chính của họ là chỗ hồi trước của nhà Rosenberg, sau đó chuyển sang Lâu đài Krumau (Český Krumlov) mà trước đó thuộc nhà Eggenberg, rồi lâu đài Frauenberg (Hluboká nad Vltavou) gần Budweis (České Budějovice); ngoài ra từ 1719 thành trì Orlík nad Vltavou trước đó của nhà Rosenberg trở thành tài sản của gia đình. Ở Prag từ 1719 Palais Schwarzenberg thuộc về nhà Schwarzenberg và từ 1716 họ cũng có ở Wien cung điện (Palais Schwarzenberg am Schwarzenbergplatz). 

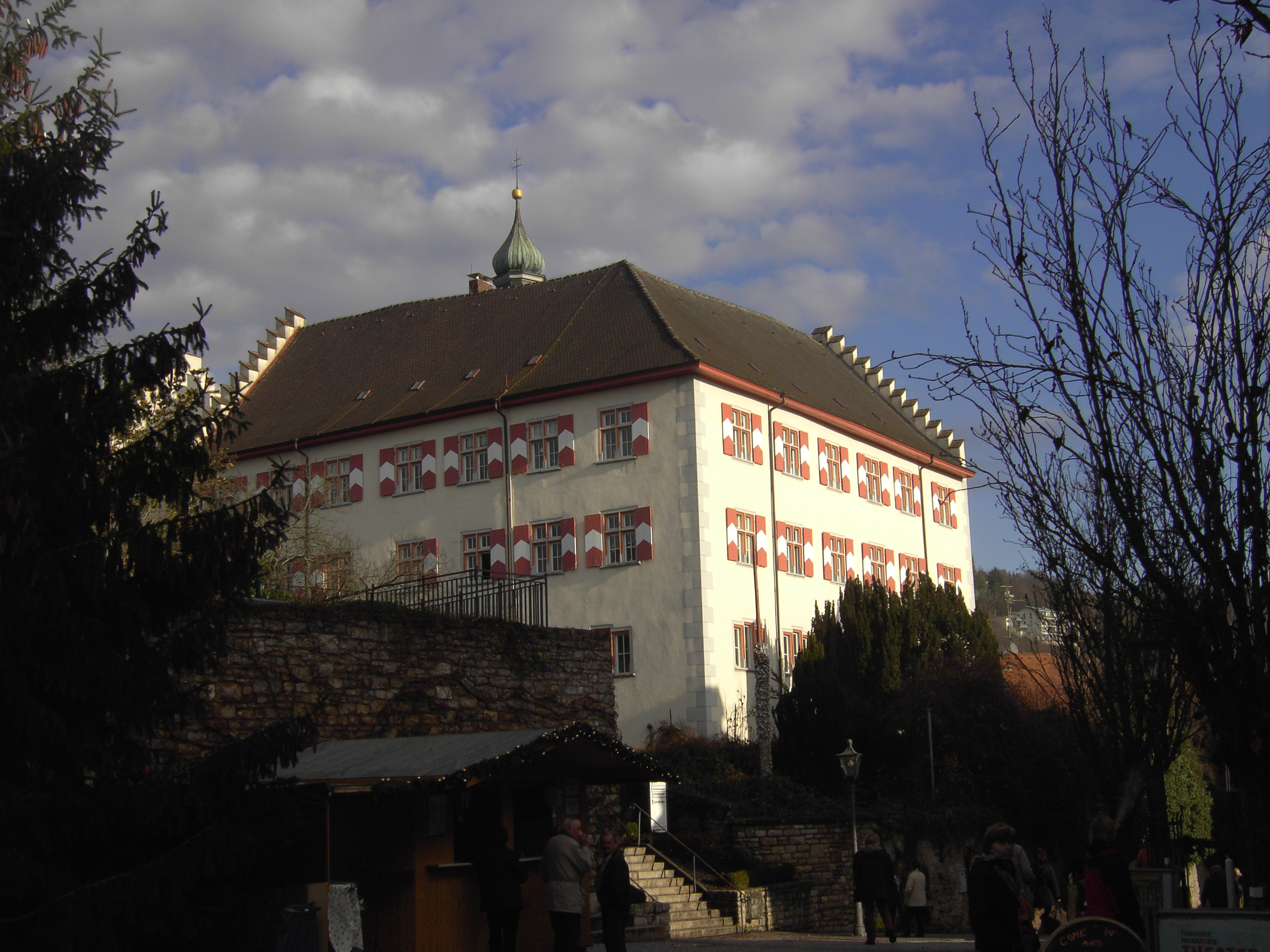
Lâu đài Tiengen ở Klettgau
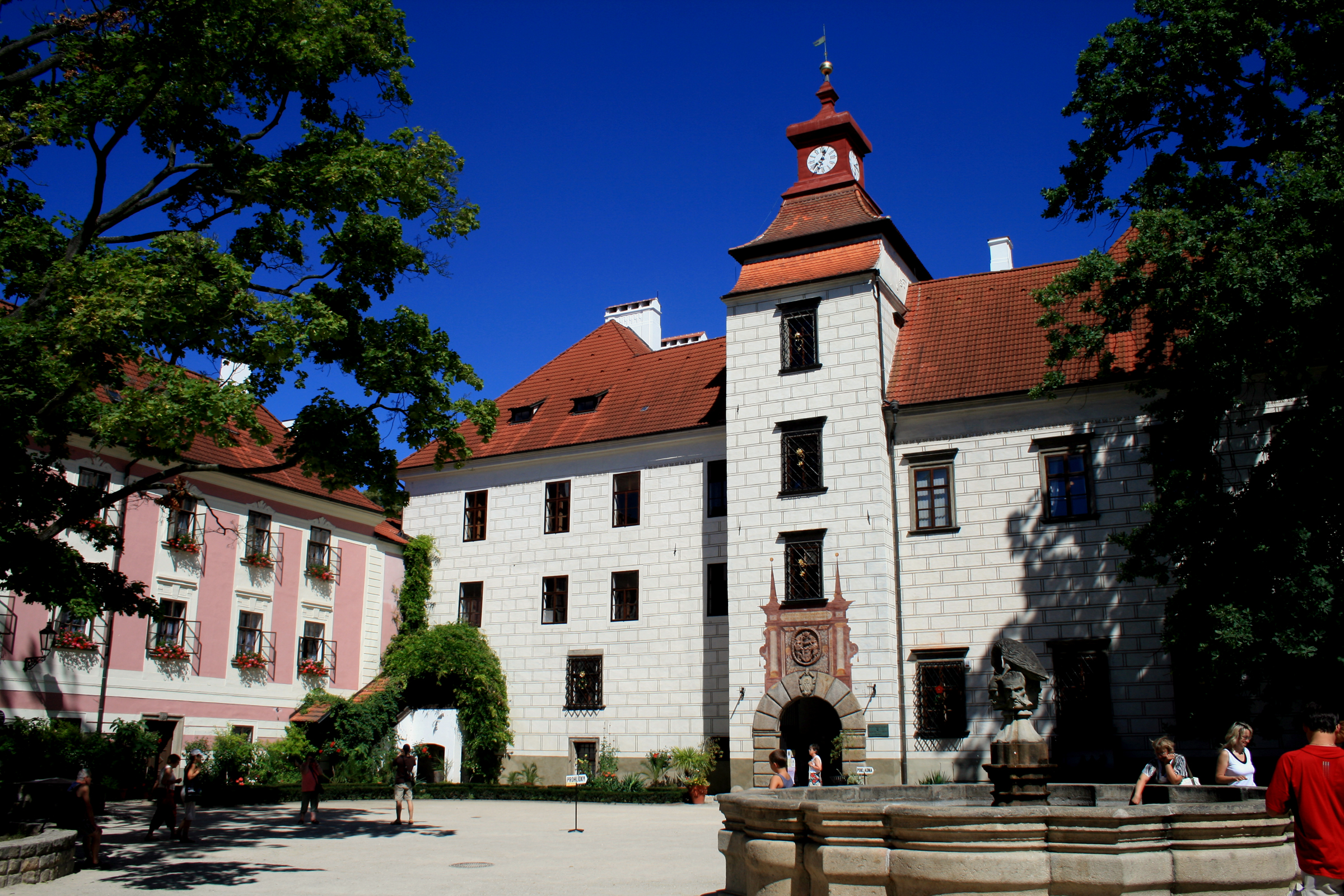
Lâu đài Třeboň (Wittingau), Bohemia
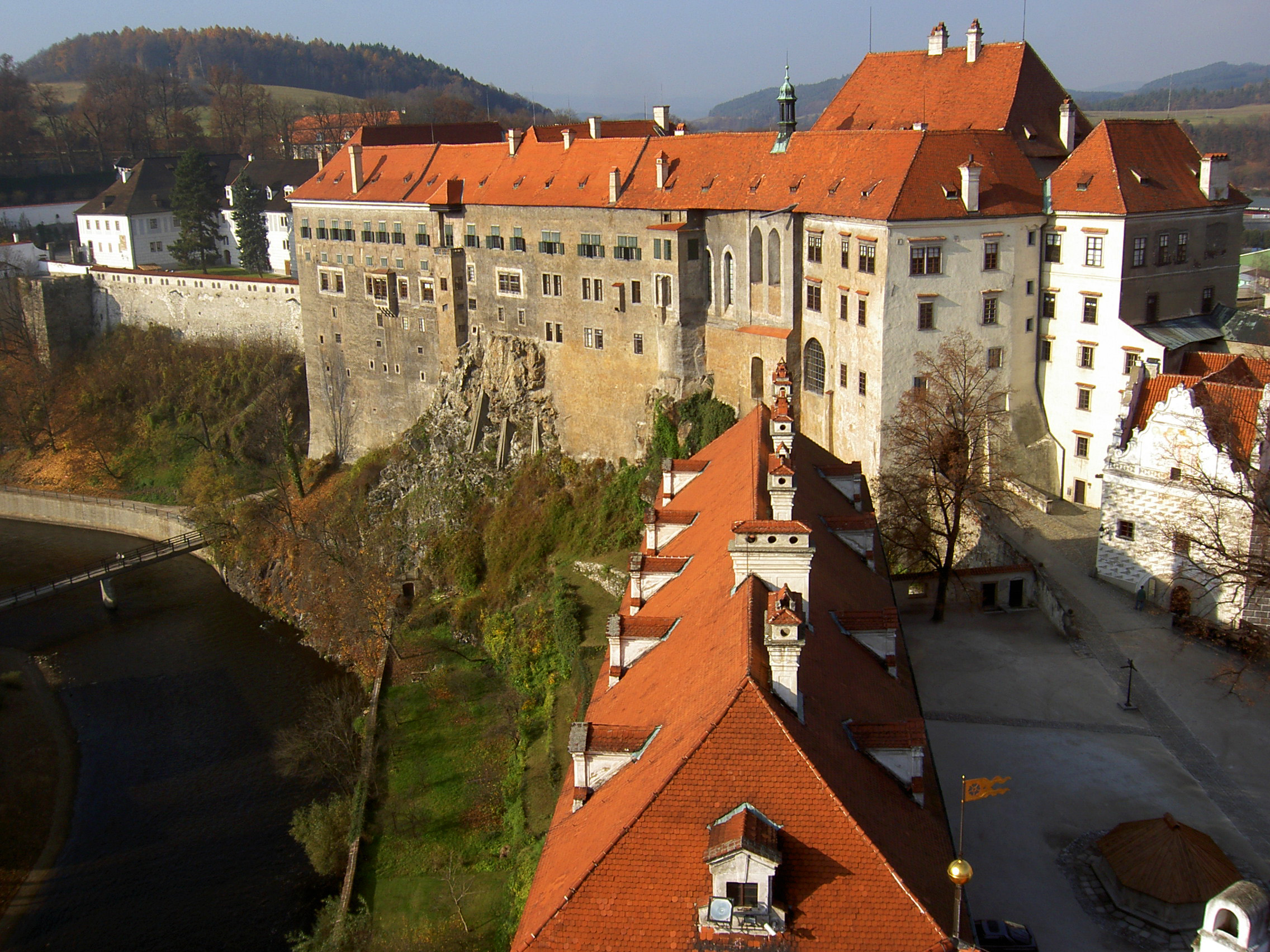
Lâu đài Český Krumlov (Böhmisch Krumau)
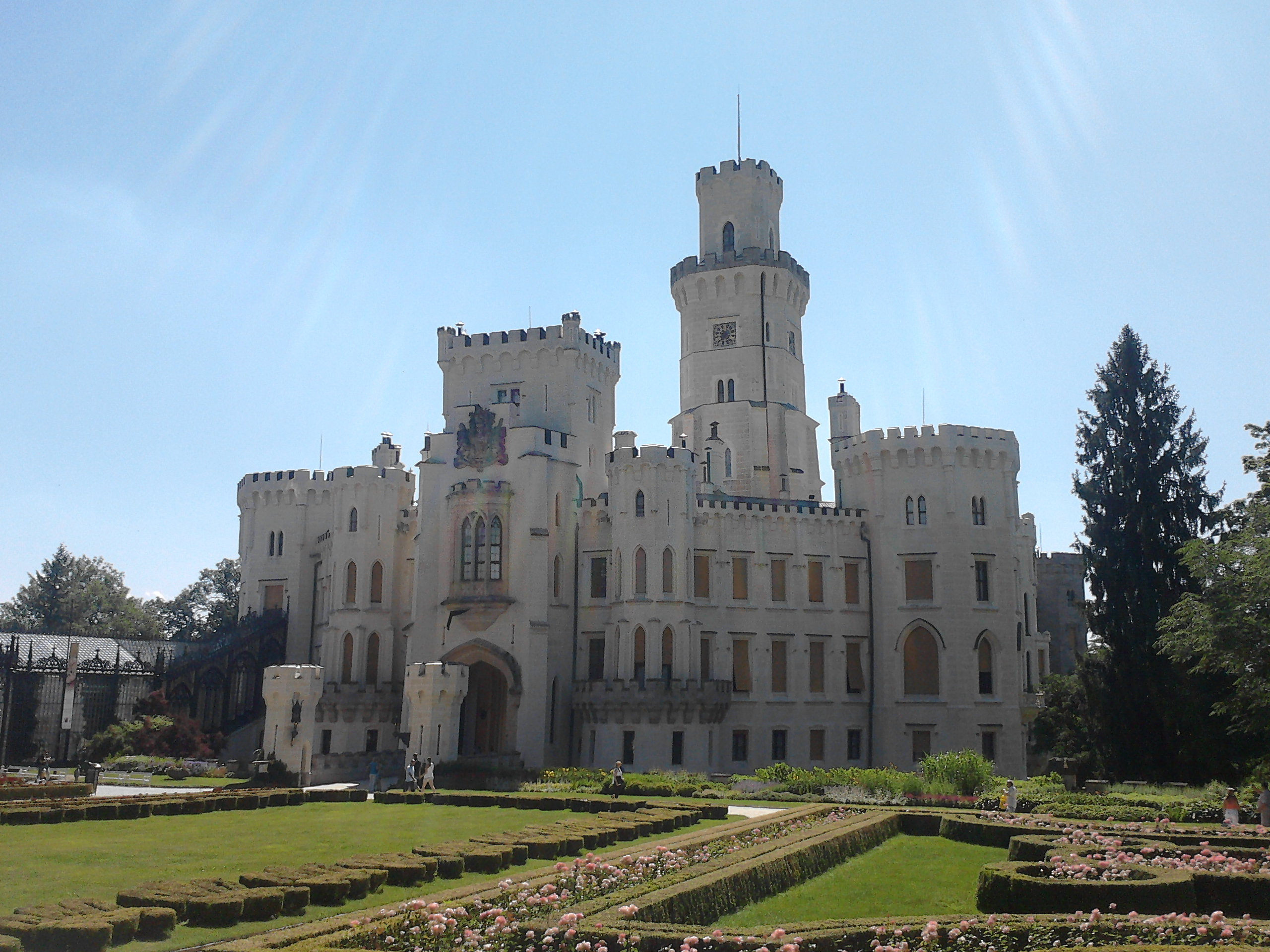
Lâu đài Hluboká nad Vltavou (Frauenberg), Bohemia
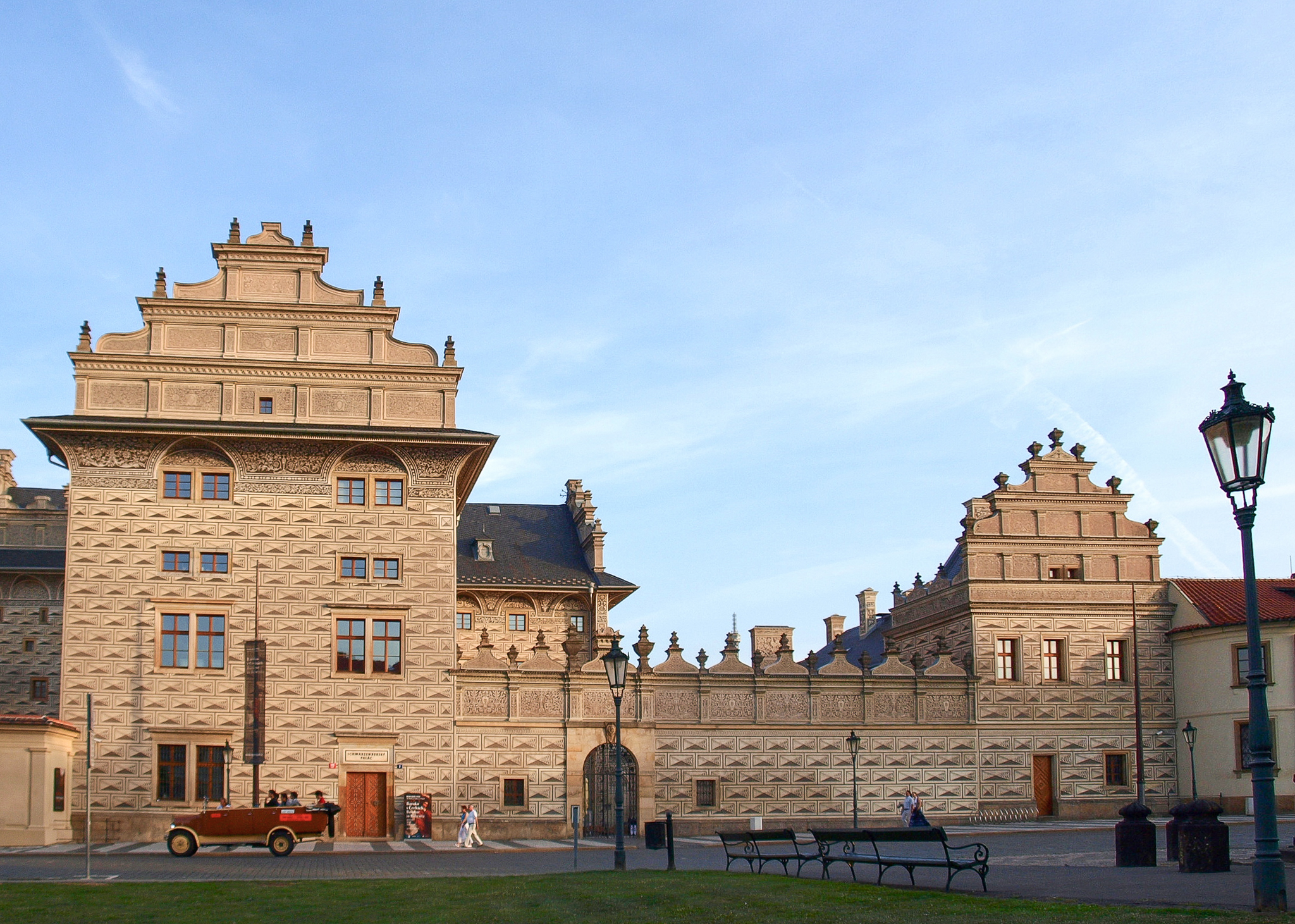
Cung điện Schwarzenberg (Praha)